# Pomada

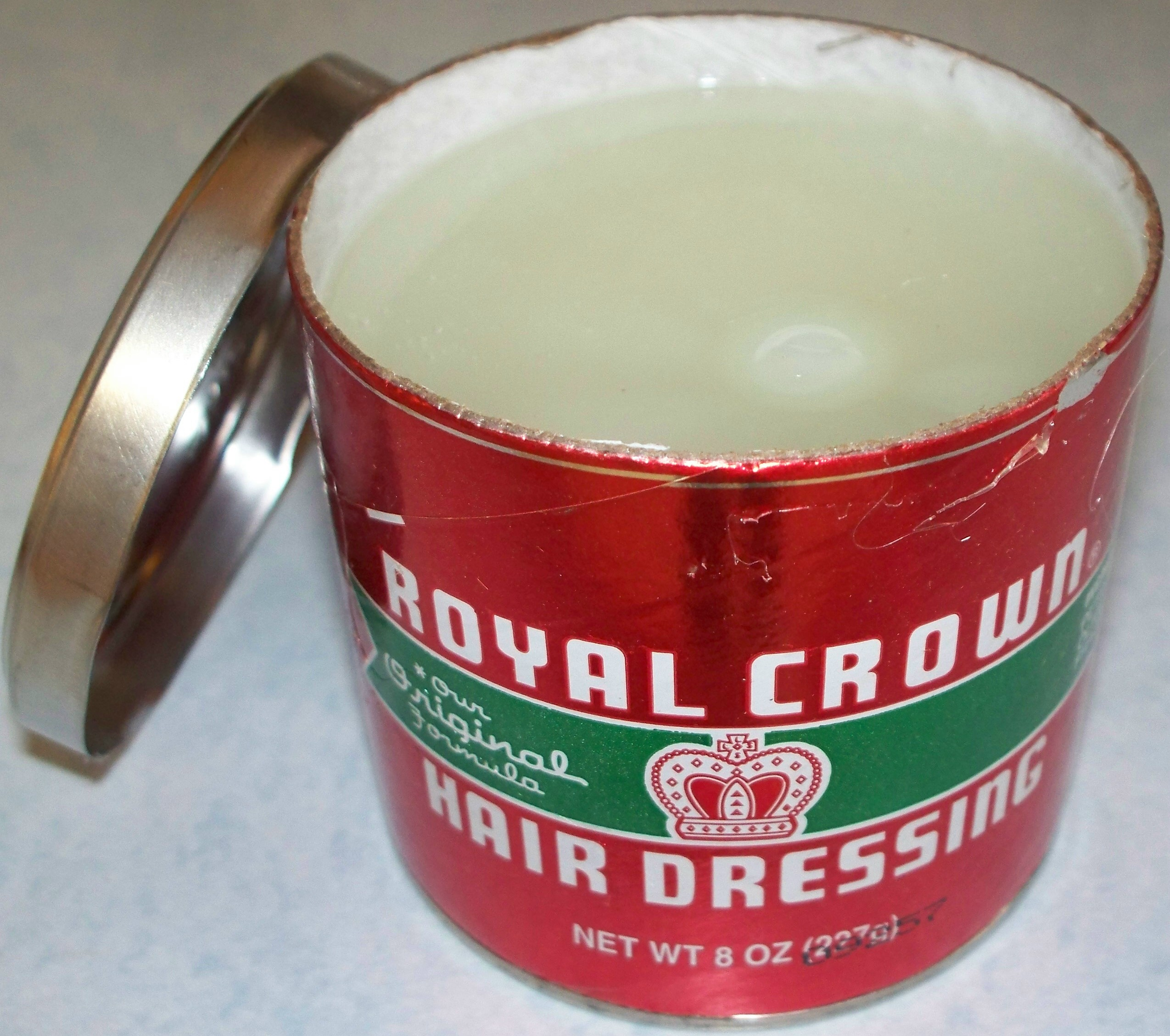
Puszka z pomadą

Pomada (fr. pommade – maść) – kosmetyk do pielęgnacji włosów dla nadania im połysku i miękkości oraz układania fryzury. Wytwarzany na bazie tłuszczu, wosku i substancji zapachowych. Pomady dzieli się na wodne, woskowe i kremowe, z których każda ma inną gęstość (kleistość) i daje inny efekt finalny.
Z pomady korzystano już w XVIII wieku, wyrabiając ją z tłuszczu zwierzęcego i pudru, co nadawało jej matowość i białą barwę.. Służyła wówczas do układania wysokich koafiur, typowych dla ówczesnych trendów mody kreowanych wśród francuskiej arystokracji. W XIX stuleciu pomada używana do włosów zmieniła swoje przeznaczenie i skład. Zaczęto używać jej do układania gładkich, gładko zaczesanych fryzur. Do wytwarzania tego rodzaju kosmetyków wykorzystywano wówczas głównie gęsi smalec, rzadziej niedźwiedzie sadło. Największą popularność pomady do włosów, takie jak fiksatuar czy brylantyna, zyskały jednak w XX wieku i mimo chwilowego spadku popytu w latach 60. i 70., są w powszechnym użytku do chwili obecnej. Aktualnie również służą do stylizacji i utrwalania fryzur, ale ich skład opiera się na kombinacji wosków roślinnych, pochodzenia zwierzęcego (wosk pszczeli), olejów i innych substancji pochodzenia naturalnego lub syntetycznego.